# Зелёный паук (фильм)
«Зелёный паук» (1916) — художественный немой фильм режиссёра Александра Волкова. Фильм вышел на экраны 30 августа 1916 года.
Фильм не сохранился.

## Сюжет
Сюжет изложен в журналах «Сине-фоно» и «Проектор» (1916).
Молодой пианист и композитор Аланов знакомится с танцовщицей Валерией, исполнительницей танца паука. Он влюбляется в неё. Однако Валерия охладевает к нему.
Друг Аланова знакомит его с семьёй князей Левиных. Между Алановым и княжной Левиной возникает любовь. Пианист начинает забывать о Валерии.
Но Валерия возвращается к пианисту в присутствии княжны. Аланов уходит с чаровницей Валерией. Княжна рыдает и тоскует.
Друг Аланова из-за Валерии стал морфинистом. Он решает отомстить ей и пожертвовать своей жизнью. Он приглашает Валерию в театр и на ужин, где подсыпает яд в бокалы с шампанским. Княжна возвращает к себе Аланова.

## В ролях
| Актёр             | Роль                |
| ----------------- | ------------------- |
| Мария Рутц        | Валерия, танцовщица |
| Николай Церетелли | Аланов, композитор  |
| Константин Хохлов | его друг            |
| С. Визарова       | княжна Левина       |

## Съёмочная группа
- Режиссёр: Александр Волков
- Оператор: Александр Рылло
- Художник: Владимир Егоров
- Продюсер: Пауль Тиман

## Критика
Обозреватель журнала «Проектор» (1916, № 18, с. 11—12) был недоволен «обилием внешних зрительных эффектов при скудости психологического содержания», однако отметил, что «многие mise-en-scene весьма оригинальны». Он также отмечал «тщательно сделанные световые эффекты» и что «эффекты светотени (быстрые вспышки и угасание света, освещение задних планов при затенённых передних и др.) сделаны весьма удачно и служат украшением картины».
Историк дореволюционного кино Вениамин Вишневский так оценивал фильм: «Интересно поставленная и художественно оформленная мелодрама».